# Hôpital psychiatrique pénitentiaire de Vantaa
L'hôpital psychiatrique pénitentiaire (en finnois : Psykiatrinen vankisairaala), anciennement Hôpital psychiatrique pour détenus (en finnois : Vankimielisairaala) est un hôpital psychiatrique situé  à Turku et à Vantaa en Finlande,.

## Présentation
L'hôpital pénitentiaire psychiatrique traite les détenus nécessitant un traitement psychiatrique et effectue des examens de l'état mental et des évaluations de la dangerosité,.
L'établissement appartient à l'organisation de l'unité de soins du Bureau des sanctions pénales et ne fait donc pas partie de la Prison régionale de Finlande occidentale.
Environ 450 séances de traitement sont effectuées à l'hôpital chaque année, et la majorité des patients sont des hommes.
Les détenus ayant besoin de soins médicaux psychiatriques sont traités soit dans l'unité Turku de l'hôpital psychiatrique pénitentiaire, soit à l'hôpital pénitentiaire de Hämeenlinna.
La durée moyenne des périodes de traitement était de 32,5 jours en 2012.

## Unité de Vantaa
L'hôpital psychiatrique pénitentiaire a une unité à la prison de Vantaa.
Il y a 15 places dans l'unité Vantaa, dont une est réservée aux femmes.
L'unité de Vantaa ne traite que les patients détenus qui viennent se faire soigner volontairement.
L'unité a une clinique externe fonctionnant en relation avec la prison, et il y a un total de six médecins.

## Unité de Turku
L'unité de Turku de l'hôpital pénitentiaire psychiatrique qui a commencé à fonctionner en 1911 (anciennement connue sous le nom d'hôpital pénitentiaire ) est située à côté de la prison de Turku à Saramäki.
L'unité dispose de 40 places de traitement et l'effectif est de 49, dont 39 infirmiers.
L'hôpital psychiatrique de la prison de Turku est le seul hôpital de garde en milieu carcéral qui accepte les patients qui viennent pour un traitement involontaire dans tout le pays.
Cependant, la grande majorité des patients reçoivent un traitement volontairement.

## Autres hôpitaux psychiatriques
En plus de l'hôpital psychiatrique pénitentiaire, il existe deux hôpitaux psychiatriques publics en Finlande, l'hôpital de Niuvanniemi et l'hôpital de l'Ancien Vaasa. Ils fournissent un traitement de réadaptation à long terme et les patients ne dépendent pas des services de traitement carcéral.

## Galerie

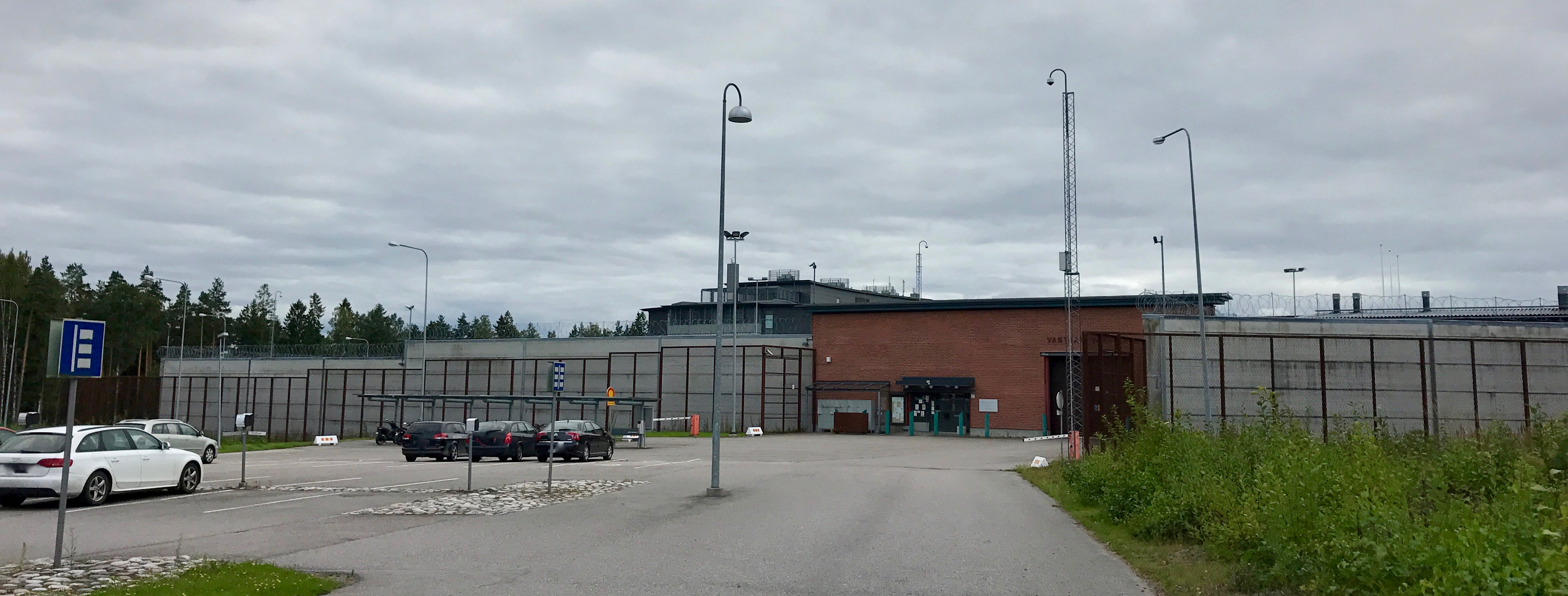
Hôpital de Vantaa.